# ني لامبساكوس (إففويا)
ني لامبساكوس (Νέα Λάμψακος) هي مدينة ساحلية تابعة للوحدة الإقليمية في إبفيا على ارتفاع 10 أمتار.

## الجغرافيا والتاريخ
تقع نيا لامبساكوس في وسط إيفيا على السواحل الشمالية والشرقية لخليج جنوب إيفيا على مسافة 5 كم جنوب خالكيذا. تم بناؤاه في سهل ليلانتيا غرب نهر ليلاس وهي متاخمة لبلدة ميتيكاس من الشرق، ومن الجنوب أجيوس نيكولاوس. كانت خلال العهد التركي جزءًا من ملكية عائلة فاراتاسوس الكبيرة، التي لا يزال منزلها موجودًا حتى اليوم في أجيوس نيكولاوس المجاورة. وبعد الاستقلال كانت تابعة لكومونة أجيوس نيكولاوس آنذاك. في عام 1923، بعد كارثة آسيا الصغرى وتبادل السكان، استقر بها اللاجئون من لامبساكوس في آسيا الصغرى. تم ذكرها رسميًا كمستوطنة لأول مرة في عام 1927 عندما تم تحديدها كمقر لكومونة نيا لامبساكو المنشأة حديثًا. وفقًا لبرنامج كتايكراتيس، فإن كومونة نيا لامبساكوس هو تنتمي إلى وحدة البلدية ليلانتيا التابعة لبلدية خالكيذا، ويبلغ عدد سكانها 2,196 نسمة وفقًا لإحصاء 2011.